# Dieter Riemenschneider (Fußballspieler)
Dieter Riemenschneider (* 3. März 1928) war Fußballspieler in der höchsten Spielklasse des DDR-Fußball-Verbandes, der Oberliga. Dort war er für die BSG Stahl Thale, die BSG Fortschritt Weißenfels und die Sportclubs Wismut Karl-Marx-Stadt und Turbine Erfurt aktiv. Er war DDR-Auswahlspieler in der B- und Nachwuchsnationalmannschaft.

## Sportliche Laufbahn
Riemenschneiders Debüt in der DDR-Oberliga fand in der Saison 1953/54 mit der Mannschaft der Betriebssportgemeinschaft (BSG) Stahl Thale statt. Nur einmal spielte er für Thale in der Oberliga, nach der Saison 1953/54 stieg die BSG Stahl für immer aus der Eliteliga ab.
Mit dem Oberliganeuling BSG Fortschritt Weißenfels tauchte Riemenschneider 1956 wieder in der Oberliga auf. Dort hatte der inzwischen bereits 28-Jährige keine Anpassungsschwierigkeiten und kam innerhalb von vier Spielzeiten mit insgesamt 104 Punktspielen auf 81 Einsätze (Quote 78 %) und erzielte dabei zwölf Tore. Er erregte die Aufmerksamkeit der DDR-Auswahlverantwortlichen, und so wurde er in seiner Weißenfelser Zeit jeweils einmal in der B- und der Nachwuchsnationalmannschaft eingesetzt.
1960 gab Riemenschneider ein einjähriges Gastspiel beim zweitklassigen DDR-Ligisten SC Motor Karl-Marx-Stadt. Dort löste er vom siebten Spieltag an den 19-jährigen Neuling Winfried Patzer als Stürmer ab und gehörte sofort zur Stammformation des SC Motor. Bis zum Saisonende bestritt er 17 Punktspiele und wurde mit neun Treffern Torschütze der Karl-Marx-Städter. Mit dieser Bilanz wurde Riemenschneider wieder für die Oberliga interessant, und der im westsächsischen Aue beheimatete SC Wismut Karl-Marx-Stadt übernahm den torgefährlichen Spieler in seine Oberligamannschaft. Doch in Aue kam Riemenschneider nicht über die Rolle eines Ersatzspielers hinaus. Meist in der für ihn ungewohnten Rolle als Mittelfeldspieler aufgeboten, kam er in der wegen der Saisonumstellung auf den Sommer-Frühling-Rhythmus 39 Runden dauernden Spielzeit 1961/62 nur 13-mal zum Einsatz und konnte seine bisherige Torgefährlichkeit mit nur zwei Treffern nicht zum Zuge bringen. Auch in der Saison 1962/63 erzielte er zwei Punktspieltore, wurde aber zwischen dem 6. und 16. Spieltag bei insgesamt 26 Runden nur noch fünfmal eingesetzt.
Seine letzte Oberligasaison spielte Riemenschneider 1963/64 35-jährig beim SC Turbine Erfurt. Bis zum 15. Spieltag absolvierte er neun Begegnungen jeweils als linker Außenstürmer, kam aber zu keinem Torerfolg mehr. Am 26. Januar 1964 stand er in der Begegnung des 15. Spieltages SC Karl-Marx-Stadt – SC Turbine Erfurt (2:0) zum letzten Mal in einem Oberligaspiel. Nach dem Abstieg des SC Turbine gehörte Riemenschneider noch für die DDR-Liga-Saison 1964/65 zum Aufgebot der Erfurter, kam aber nur noch in einem Punktspiel zum Einsatz. Er hatte damit nur noch minimalen Anteil am sofortigen Wiederaufstieg, und am Saisonende nahm er im Alter von 37 Jahren endgültig Abschied vom Leistungssport. Innerhalb von 13 Jahren hatte er acht Oberligaspielzeiten absolviert, dabei 109 Spiele bestritten und 16 Tore erzielt.